# حسینیه آقا امیر ابراهیم
حسینیه آقا امیر ابراهیم مربوط به دوره قاجار است و در شهرستان لاهیجان، محله گابنه، روبروی مسجد اکبریه واقع شده و این اثر در تاریخ ۲۵ اردیبهشت ۱۳۸۰ با شمارهٔ ثبت ۳۸۴۲ به‌عنوان یکی از آثار ملی ایران به ثبت رسیده است.